# Juan Speratti
Juan Speratti (nacido en San Lorenzo, Departamento Central, Paraguay) fue un militar, profesor e historiador paraguayo que se desempeñó como diputado por el Partido Revolucionario Febrerista durante el periodo de 1968-1973.

## Infancia y juventud
Cursó sus estudios primarios en su ciudad natal, San Lorenzo. Luego, fue a Asunción para estudiar en el Colegio Nacional de la Capital. Ingresó en la Escuela Militar, de la cual egresó con el grado de guardiamarina.

## Carrera militar
Después de graduarse en la Escuela Militar, Speratti tuvo varios cargos, entre los cuales están el de oficial de la planta del cañonero Paraguay, comandante del cañonero Tacuary, catedrático de la Escuela Militar, jefe de Estado Mayor de la Flotilla, jefe de Departamento de Inteligencia Naval de la Armada Paraguaya.

## Militancia política
Tuvo una activa participación en la Revolución de febrero de 1936. Luego formó parte del Partido Revolucionario Febrerista (PRF), hasta su muerte. Integró varias veces el Comité Ejecutivo Nacional del partido, en distintos periodos. Fue secretario del Departamento de Cultura, secretario general y vicepresidente del PRF.
Ejerció el cargo de diputado por el PRF en 1968,  presentando varios proyectos de ley, entre ellos:
- «Reglamentación del estado de sitio»;
- «Establecimiento de la designación electiva de los intendentes municipales»;
- «Que los empleados municipales se acojan a los beneficios de la jubilación de los funcionaios públicos»;
- «Que establece la ampliación de honores y privilegios de los veteranos de la guerra del Chaco»;
- «Amnistía para todos los ciudadanos que se hallen exiliados o presos por delitos políticos».

## Obras literarias
Juan Speratti publicó varios libros, y también fue miembro de la Academia Paraguaya de la Historia, y miembro fundador de la Academia de Historia Militar del Paraguay.
Algunas de sus obras publicadas son:
- Política militar paraguaya
- Semblanza histórica e ideológica del Febrerismo
- Los partidos políticos
- Mbuyapey
- Carapeguá
- Historia de la Armada Nacional do 1925-1937)
- Historia de la Educación Pública en el Paraguay (1812-1936)
- La Revolución del 17 de febrero de 1936
- Feminismo